# نامگذاری اوکراین

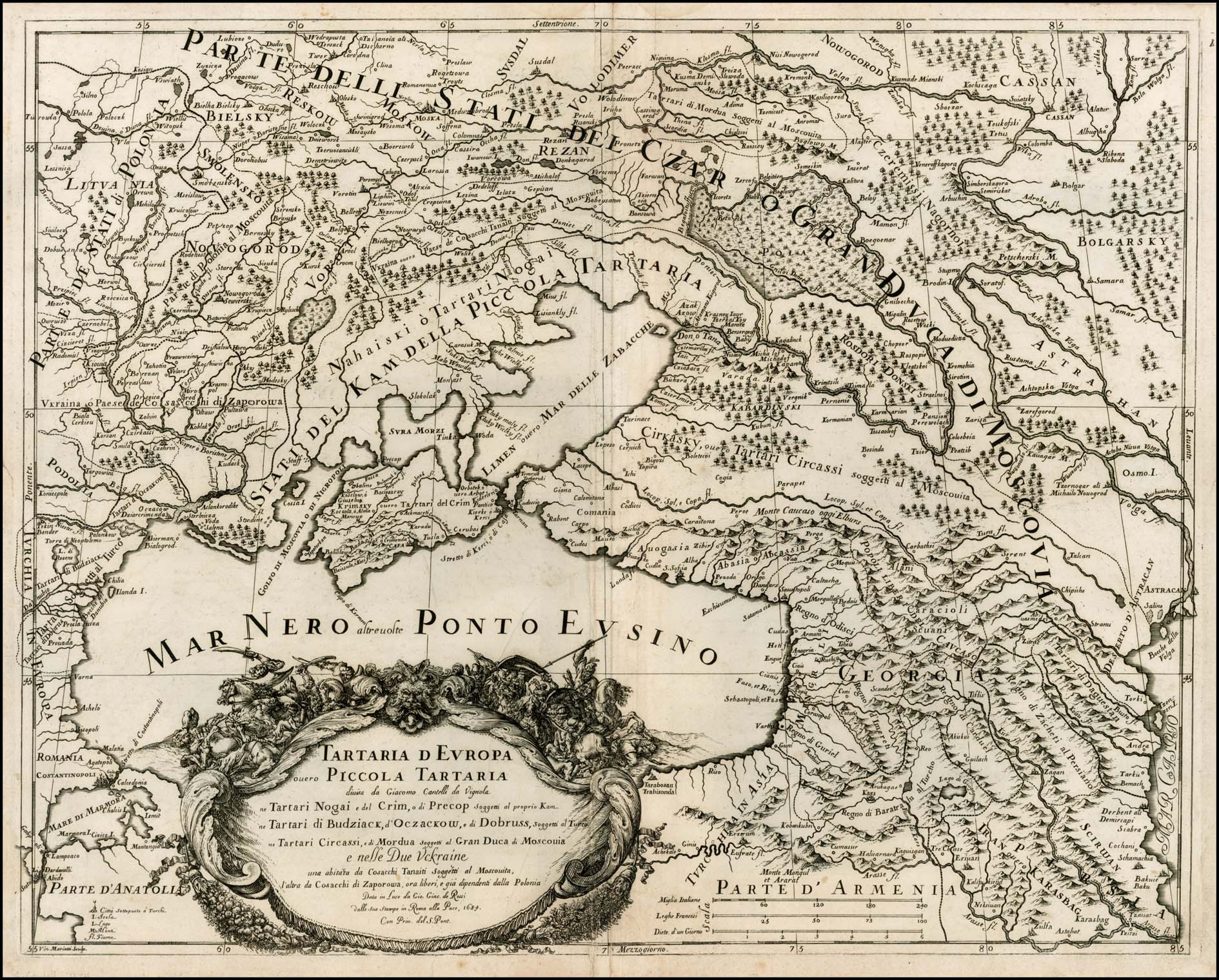
نقشه ایتالیایی از "تارتاریای اروپایی" (۱۶۸۴). دنیپر اوکراین به عنوان "Vkraine یا سرزمین قزاق‌های Zaporozhian " (Vkraina o Paese de Cosacchi di Zaporowa) در نقشه مشخص شده است. در شرق «وکراین یا سرزمین قزاق‌های دون، که تابع مسکووی هستند» (Vkraina overo Paese de Cosacchi Tanaiti Soggetti al Moscovita) وجود دارد.

اولین به‌کارگیری شناخته شده از نام اوکراین (اوکراینی: Україна، آوانگاری: Ukraina </link> [ʊkrɐˈjinɐ] </link></link> , Вкраїна</link>، romanized: Vkraina [u̯krɐˈjinɐ]</link> ; اسلاوی شرقی باستان: Ѹкраина/Ꙋкраина </link> [uˈkrɑjinɑ]</link>) در دفترنامه هایپاتیا از ح. 1425 در سال ۱۱۸۷ با اشاره به بخشی از قلمرو روس کی یف است. استفاده از «این اوکراین» به‌طور رسمی توسط دولت اوکراین و بسیاری از نشریات رسانه‌های انگلیسی زبان منسوخ شده است.
اوکراین نام کامل و رسمی این کشور است، همان‌طور که در اعلامیه استقلال و قانون اساسی آن آمده است. هیچ نام طولانی جایگزینی به‌طور رسمی برای آن وجود ندارد. از سال ۱۹۲۲ تا ۱۹۹۱، اوکراین نام غیررسمی جمهوری شوروی سوسیالیستی اوکراین در داخل اتحاد جماهیر شوروی بود (الحاق آلمان به عنوان Reichskommissariat Ukraine</link> در طول –). پس از انقلاب روسیه در –، جمهوری خلق اوکراین و دولت اوکراین با عمر کوتاهی وجود داشت که در اوایل سال ۱۹۱۸ و متشکل از ۹ فرمانداری امپراتوری روسیه سابق (بدون شبه جزیره کریمه تائوریدا)، به علاوه خه‌اوم و بخش جنوبی استان گرودنو به رسمیت شناخته شد.

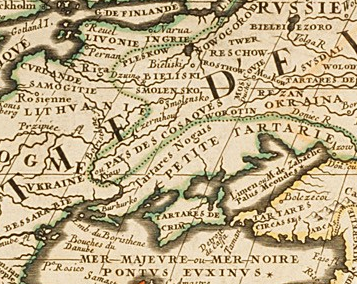
نقشه اروپای شرقی توسط وینچنزو کورونلی (۱۶۹۰). زمین‌های اطراف کیف به عنوان V(U)kraine ou pays des Cosaques ("اوکراین یا سرزمین قزاق‌ها ") نشان داده شده است. در شرق نام اوکراینا (Окраина) برای مرز جنوبی روسیه استفاده می‌شد.

قدیمی‌ترین مورد از ذکر اسم ukraina در دفترنامه هایپاتیا یافت می‌شود که در اوایل قرن ۱۵ نوشته شده است. در ارتباط با مرگ Volodymyr Hlibovych در سال ۱۱۸۷، فرمانروای شاهزاده پریاسلاول که سپر جنوبی کیف در برابر مزارع وحشی بود، دفترنامه هایپاتیا می‌گوید "اوکراین برای او ناله کرد"،ѡ нем же Ѹкраина много постона (o nem že Ukraina mnogo postona). در دهه‌ها و قرن‌های بعد، این اصطلاح به سرزمین‌های مرزی مستحکم حکومت‌های مختلف روسیه بدون تثبیت جغرافیایی خاص اطلاق شد: هالیچ-ولهینیا، پسکوف، ریازان و غیره : 183 